# ランキンサイクル
ランキンサイクル (英: Rankine cycle) は、ボイラ（蒸気発生器）と蒸気タービン（蒸気機関）を主たる構成要素とする熱力学サイクルである。この熱機関の理論を、最初にサイクルとして確立したイギリスの工学者で物理学者のウィリアム・ランキン（William John Macquorn Rankine, 1820-1872）の名にちなんでいる。クラウジウスサイクル、クラウジウス・ランキンサイクル、蒸気原動所サイクル、蒸気サイクルと称されることもある。
ランキンサイクルとよぶ場合は、後述の再熱や再生を行わない単純サイクルを指す場合が多いが、再熱サイクル、再生サイクルも含めて、蒸気原動所で用いられているサイクル（蒸気原動所サイクル）を広い意味でランキンサイクルと見なすことができる。
内燃機関等の他の熱機関の理論サイクルと比較して、以下のような特徴がある。
1. 作業流体（通常は水）の等圧での蒸発・凝縮を利用するため、等温で熱を授受する部分が多くなり、カルノーサイクルに近くなる。このため、比較的狭い温度範囲でも、良好な熱効率を維持できる。
2. 比体積の小さい液相での圧縮となるため、タービンで得る仕事に比べてポンプ所要仕事が少なくて済む。
3. 蒸気動力自体大出力向きであり、特にタービン形式の場合は小型では極端に効率が悪く、小出力には不向きである。

このサイクルの現在における主な用途は、
汽力発電（火力発電、原子力発電）および超大型船舶の主機である。タービンの代わりにレシプロ式の外燃機関を用いても、
同一のサイクルとなる。

## 単純ランキンサイクル

図 1. 単純ランキンサイクルの構成
図 2. 単純ランキンサイクルの T-s 線図

ランキンサイクルの構成を図 1 に示す。各装置の動作は下記のとおりである。
1. 給水ポンプ(P) --- 復水器に溜まった低圧の飽和水を取り出し、ボイラ圧力まで加圧して給水する。通常、多段タービンポンプが用いられ、複数のポンプを直列に接続する場合は、最初の(低圧の)ポンプを復水ポンプとよんで区別する。摩擦等を無視すれば、等エントロピー圧縮となる。
2. ボイラ(B) --- 通常、各種水管ボイラ、貫流ボイラが用いられ、管内を流れる水を周囲(または片側)より加熱し、最終的に過熱蒸気とする。加熱を受け持つ部位により、節炭器、蒸発器、過熱器等と区別してよばれる。実際には少なからぬ圧力降下を伴うが、これを無視すると等圧加熱となる。
3. タービン(T) --- 過熱蒸気を固定翼列と回転翼列を交互に通過膨張させて、タービン軸から仕事を取り出す。膨張に伴って圧力と温度が降下し、最終的には高かわき度の湿り蒸気となる。復水器につながる出口は、真空に近い低圧となっている。タービン内でかわき度が大きく低下する(90%以下)のは、湿り損失およびタービン翼のエロージョンの点で好ましくない。蒸気と水滴の流体まさつ等の影響を無視すれば、等エントロピー膨張となる。
4. 復水器(C) --- タービンを出た高かわき度湿り蒸気は、復水器内で冷却されて飽和水となる。復水器は一種の管胴形熱交換器であり、管内に冷却水(海水)を通し、管外の蒸気を凝縮する。管外の蒸気側は冷却水温でほぼ決まる低圧に維持され、等圧冷却となる。凝縮水(復水)は復水器内底部に溜まるが、これがさらに冷却されてサブクール水となることは、この後のボイラで必要な加熱量の増加となり、まるまる損失となる。このため、タービン排気が直接復水に接触するように冷却水を通す伝熱管を配置しているので、復水器出口は飽和水となる。

上記の説明は、主に火力発電や大型船舶主機を念頭に置いている。原子力発電の場合は、加圧水型原子炉では蒸気発生器が、沸騰水型原子炉では原子炉そのものがボイラの役目を果たす。いずれの型であっても構造上の制約から、発生蒸気はほぼ飽和蒸気の状態でタービンへ送られる点が異なるだけである。
蒸気機関車で用いられるサイクルでは、タービンの代わりに往復動式の蒸気機関が用いられるのに加えて、復水器が無いことが大きな違いである。この理由は、復水器が大きなスペースを要することの他に、蒸気機関の排気を煙突から勢いよく放出することによりボイラー内の通風を良くして燃焼を助けるとの積極的な目的がある。排気を放出して新たにボイラに給水するので、大気が復水器の代りを果たしており、復水器圧力が大気圧になったサイクルと同等である。
|     | 装置       | 理想化した状態変化 |
| --- | ---------- | ------------------ |
| 1→2 | 給水ポンプ | 等エントロピー圧縮 |
| 2→3 | ボイラ     | 等圧加熱           |
| 3→4 | タービン   | 等エントロピー膨張 |
| 4→1 | 復水器     | 等圧冷却           |

上記のように、等圧変化、等エントロピー変化を仮定したとき、T-s 線図上のランキンサイクルは図 2 のようになる。ただし、T-s 線図のサブクール水領域の等圧線は、実際はほぼ飽和水線に重なるので、ここではその間隔を拡大して表示している。また、-50 ℃ 以下の温度範囲を割愛している。

### 加熱量、仕事、熱効率
各装置での加熱量および仕事量は下記となる。
- ボイラの加熱量：{\displaystyle q_{\mathrm {B} }=h_{3}-h_{2}}
- タービンの仕事：{\displaystyle w_{\mathrm {T} }=h_{3}-h_{4}}
- 復水器の放熱量：{\displaystyle q_{\mathrm {C} }=h_{4}-h_{1}}
- ポンプ所要仕事：{\displaystyle w_{\mathrm {P} }=h_{2}-h_{1}}

ボイラ等で圧力損失が無視できない場合、またはタービンで等エントロピー膨張とならなかった場合でも、これらの式は、各装置出入口の実際の比エンタルピーを用いれば、そのまま用いることができる。
このサイクルの熱効率は
{\displaystyle \eta ={\frac {w_{\mathrm {T} }-w_{\mathrm {P} }}{q_{\mathrm {B} }}}={\frac {(h_{3}-h_{4})-(h_{2}-h_{1})}{h_{3}-h_{2}}}}
または
{\displaystyle \eta ={\frac {q_{\mathrm {B} }-q_{\mathrm {C} }}{q_{\mathrm {B} }}}={\frac {(h_{3}-h_{2})-(h_{4}-h_{1})}{h_{3}-h_{2}}}}
と表される。
実用上、{\displaystyle w_{\mathrm {P} }\ll w_{\mathrm {T} }} であるので、{\displaystyle h_{2}\simeq h_{1}}と置き換えると、ランキンサイクルの熱効率は次式で与えられる。
{\displaystyle \eta \simeq {\frac {h_{3}-h_{4}}{h_{3}-h_{1}}}}

### 熱効率に対する圧力・温度等の影響
上式より求まる熱効率に対する復水器圧力、タービン入口蒸気圧力・温度の影響を図 3、4 に示す。

図 3. 熱効率に対する復水器圧力の影響
図 4. 熱効率に対する蒸気条件の影響

これより、熱効率を向上させるには、
- 復水器圧力(温度)を低くすること、

図 5. タービン出口かわき度に対する蒸気条件の影響

- タービン入口の蒸気条件を高温高圧化すること

が必要となる。
前者のためには、深層取水等によりできる限り低温の冷却水を用い、また、冷却水流速、伝熱管材料、不凝縮ガス除去等の復水器の伝熱性能向上策が取られる。
後者の高温高圧化は熱効率改善に有効であるが、蒸気条件を単に高温高圧化するだけでは次のような問題が生じる。
1. 最高温度(500 - 600 ℃)が抑えられると、図 5 に示すように、高圧化によりタービン出口のかわき度が低下する。かわき度低下は、タービンの湿り損失増加やタービン翼のエロージョンの原因となるため、これを避ける必要がある。次項の再熱サイクルが1つの解決策となる。
2. 熱力学第2法則によれば、周囲温度を {\displaystyle T_{0}} とするとき、温度 {\displaystyle T} の熱源から得た熱量 {\displaystyle \Delta q} のうち有効な仕事に変換できる部分は {\displaystyle \Delta q(1-T_{0}/T)} だけである。最終的な蒸気圧力・温度を高くしても、図 2 の低温の水を加熱する部分は無くならないため、熱効率の向上が次第に鈍化する。後述の再生サイクルとすることにより、これを改善することができる。

## 再熱ランキンサイクル

図 6. 再熱ランキンサイクルの構成
図 7. 再熱ランキンサイクルのT-s 線図

図 6 のようにタービンを高圧タービン T1 と低圧タービン T2 に分割し、高圧タービンで膨張して温度が下がった蒸気をすべて取り出して、もう一度ボイラへ戻して加熱し、次の低圧タービンへ送って引き続き膨張させる。膨張途中の蒸気を取り出して再度加熱することを再熱とよび、この種のサイクルを一般に再熱サイクルとよぶ。また再熱に用いる装置を再熱器（ボイラの一部を構成）とよぶ。
再熱サイクルとするには、建屋内のタービンと屋外のボイラをつなぐ配管を必要とし、また、圧力が低下しているために蒸気の比体積が大きくなっているため、
実際にはまさつにより少なからぬ圧力損失が生じる。ここでは、簡単のためにこの圧力降下を無視することにすると、再熱器での蒸気の状態変化は等圧加熱であると考えることができ、再熱ランキンサイクルの T-s 線図は図 7 のようになる。再熱を行わない場合は、タービン出口は 4 の状態になるが、再熱サイクルでは c となり、かわき度が大幅に高くなることが見て取れる。
|     | 装置         | 理想化した状態変化 |
| --- | ------------ | ------------------ |
| →3  |              |                    |
| 3→a | 高圧タービン | 等エントロピー膨張 |
| a→b | 再熱器       | 等圧加熱           |
| b→c | 低圧タービン | 等エントロピー膨張 |
| c→  |              |                    |

再熱器での加熱量は、圧損の有無にかかわらず
{\displaystyle q_{\mathrm {R} }=h_{\mathrm {b} }-h_{\mathrm {a} }} となる。従って、再熱ランキンサイクルの熱効率は次式で求めることができる。
{\displaystyle \eta ={\frac {w_{\mathrm {T1} }+w_{\mathrm {T2} }-w_{\mathrm {P} }}{q_{\mathrm {B} }+q_{\mathrm {R} }}}={\frac {(h_{3}-h_{\mathrm {a} })+(h_{\mathrm {b} }-h_{\mathrm {c} })-(h_{2}-h_{1})}{(h_{3}-h_{2})+(h_{\mathrm {b} }-h_{\mathrm {a} })}}\simeq {\frac {(h_{3}-h_{\mathrm {a} })+(h_{\mathrm {b} }-h_{\mathrm {c} })}{(h_{3}-h_{1})+(h_{\mathrm {b} }-h_{\mathrm {a} })}}}
再熱器で加熱時の蒸気の温度は、サイクル全体の平均の加熱温度よりも高いため、通常、再熱により熱効率も向上する。しかし、前述のように圧力損失に伴う損失が大きくなるため、実際の再熱段数は 1 段または 2 段が限度となっている。

## 再生ランキンサイクル

図 8. 再生ランキンサイクルの構成
図 9. 再生ランキンサイクルの T-s 線図

図 8 に示すように、タービンで膨張途中の蒸気の一部を取り出し、ボイラへ入れる水(給水)を加熱する。タービン膨張途中の蒸気を取り出すこと、または取り出した蒸気のことを抽気とよび、給水を加熱する装置を給水加熱器とよぶ。一般に廃棄する熱を用いてサイクルの本来の加熱量を軽減する操作を再生とよぶ。ランキンサイクルのタービン途中の抽気の持っている熱は、すべてが捨てる熱ではないが、その大部分は仕事に変換できずに復水器で捨てられる熱である。従ってその抽気の熱をすべてボイラの加熱量に振り返ることができれば、これは再生したことになる。T-s 線図で考えれば、内部でやりくりすることにより図 8 の b→c の低温の水の加熱を削除したことになり、結果的に、サイクルは 1'cd3a41' となったのと等価である。外部から加熱するときの平均温度を上昇させたことになるので、熱効率は大幅に向上する。

### 給水加熱器の方式
給水加熱器には次の2つの方式がある。
- 表面形給水加熱器 --- 抽気と給水の間で、伝熱管を用いた非接触熱交換器(表面式熱交換器)を介して熱交換する方式。この場合は抽気と給水の圧力の間の制約がなくなるので、温度条件だけから給水側の圧力を決めることができるし、また、給水ポンプを2つに分ける必要もなくなる。給水加熱器で凝縮して水となった抽気は、多段給水加熱では、減圧して低圧側(低温側)の給水加熱器に追加して用いるか、直接復水器へ流出させる。
- 混合形給水加熱器 --- 抽気と給水を混合する方式。この場合には、抽気と混合する給水をほぼ同じ圧力にする必要があるので、給水ポンプを2つに分け、1段目の給水ポンプで抽気圧まで加圧したのち給水加熱器で混合し、その後2段目の給水ポンプでボイラ圧まで加圧する。図 8、9 には、この方式の例を示している。

### 再生ランキンサイクルの抽気量および熱効率の計算
図 8、9 の混合形給水加熱器を用いる場合、各装置での状態変化は、まさつ損失を無視すると次表のようになる。
|     | 装置                               | 理想化した状態変化 |
| --- | ---------------------------------- | ------------------ |
| →1  |                                    |                    |
| 1→b | 低圧給水ポンプ(復水ポンプ)         | 等エントロピー圧縮 |
| b→c | 給水加熱器での混合による受熱       | 等圧加熱           |
| a→c | 給水加熱器での混合による抽気の放熱 | 等圧冷却           |
| c→d | 高圧給水ポンプ                     | 等エントロピー圧縮 |
| d→3 | ボイラ                             | 等圧加熱           |
| 3→  |                                    |                    |

給水加熱器では a の状態の抽気と b の状態の給水(サブクール水)を混合して、c の飽和蒸気にした後、高圧給水ポンプでボイラへ給水する。
タービン流入蒸気 1 kg に対する抽気量を m (kg) とすると、熱量収支より
{\displaystyle mh_{\mathrm {a} }+(1-m)h_{\mathrm {b} }=h_{\mathrm {c} }}
となり、これより抽気量が求まる。
{\displaystyle m={\frac {h_{\mathrm {c} }-h_{\mathrm {b} }}{h_{\mathrm {a} }-h_{\mathrm {b} }}}\simeq {\frac {h_{\mathrm {c} -}h_{1}}{h_{\mathrm {a} }-h_{1}}}}
実際には、給水加熱器の水面が一定となるように抽気量を調節することになる。
ボイラの加熱量およびタービンの仕事量は次式となる。
{\displaystyle {\begin{aligned}q_{\mathrm {B} }&=h_{3}-h_{\mathrm {d} }\simeq h_{3}-h_{\mathrm {c} }\\w_{\mathrm {T} }&=(h_{3}-h_{4})-m(h_{\mathrm {a} }-h_{4})\end{aligned}}}
したがって、再生ランキンサイクルの熱効率は
{\displaystyle \eta \simeq {\frac {(h_{3}-h_{4})-m(h_{\mathrm {a} }-h_{4})}{h_{3}-h_{\mathrm {c} }}}}
として求まる。
実際の発電設備では、4～7段抽気程度の再生サイクルとなっている。多段抽気再生サイクルでは、通常高圧側に表面形給水加熱器を用い、
凝縮した抽気を減圧して低圧側の抽気に混ぜて熱回収し、低圧段を混合形としてすべての抽気を給水に混合している。

## 有機ランキンサイクル
有機ランキンサイクル(英: organic Rankine cycle)(ORC)はn-ペンタンやトルエンのような低沸点の有機液体を水と蒸気の代わりに使用する。これにより、ソーラーポンドのような70～90℃程度の低温の熱源の利用を企図する。熱源の温度が低いので熱効率は著しく低いが、これまで利用価値の無かった排熱等の低品位の熱源を活用できるので意義がある。水よりも低い沸点の流体を使用した場合、熱力学的な恩恵が得られる。例は水銀蒸気タービンを参照。

## 超臨界流体ランキンサイクル
超臨界流体を作動流体として使用したランキンサイクルは熱再生と超臨界ランキンサイクルの概念を組み合わせて統合した行程は再生超臨界サイクルRegenerative Supercritical Cycle (RGSC)と呼ばれる。熱源の温度は125 ℃ - 450 ℃に最適化される。